# 탄깡역
탄깡역(베트남어: Ga Tân Cảng / Ga 新港)은 베트남 호찌민시 빈타인군에 위치한 지하철 역이다.

## 노선
- 호찌민 지하철
  - 1호선